# 원재료

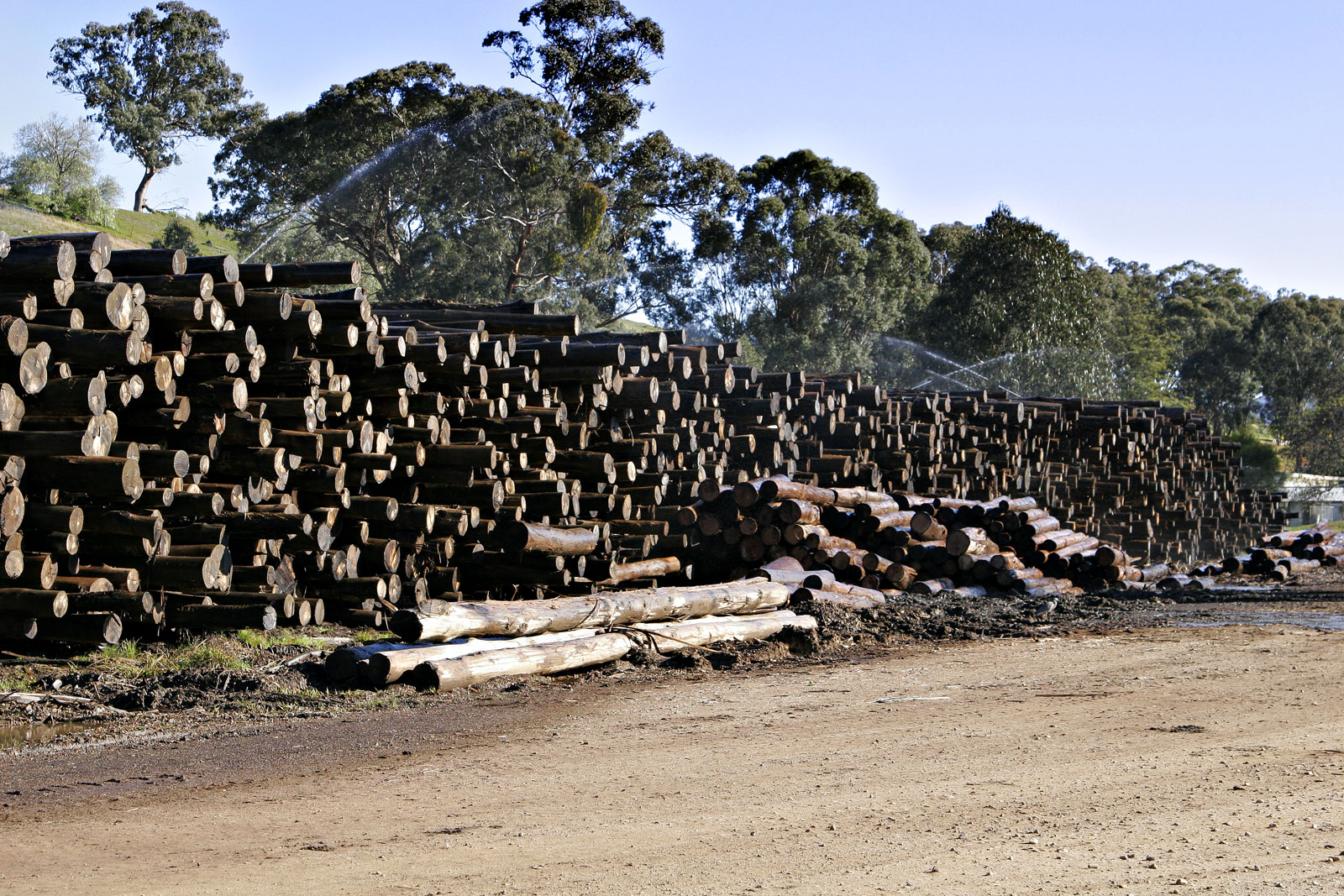

원재료(原材料, raw material)는 제품생산에 소비할 목적으로 사들인 모든 소비적 재화를 가리킨다. 한국채택국제회계기준은 원재료의 범위에 원료, 재료, 매입부분품 및 미착원재료 등을 포함하도록 하고 있다.
원재료라는 용어는 원료 라텍스, 원유, 면화, 석탄, 원료 바이오매스, 철광석, 플라스틱, 공기, 통나무 및 물과 같이 가공되지 않거나 최소한으로 가공된 상태의 재료를 의미한다. 2차 원료라는 용어는 재활용되어 생산 재료로 다시 사용되는 폐기물을 의미한다.
자원, 원재료가 풍부한 나라는 자원 수출을 통해 이득을 보다 결국 쇠퇴하기도 하는데, 이런 경우를 네덜란드병이나 자원의 저주라고 한다.

## 같이 보기
- 재고자산
- 산적화물
- 생체 재료
- 다운 싸이클링
- 재료과학
- 자연